# Elena Kampouris
Elena Kampouris, född den 16 september 1997 är en amerikansk skådespelare.
Kampouris har bland annat medverkat i TV-serien Sacred Lies från 2018 och Jupiter's Legacy från 2021. Hon är även medverkat i filmerna Children of the Corn från 2020 och Mitt stora feta grekiska bröllop 2 från 2016 där hon spelade Paris som är dotter till Toula; en roll som hon åter spelade 2023 i Mitt stora feta grekiska bröllop 3.

## Filmografi (i urval)
- 2016: Mitt stora feta grekiska bröllop 2
- 2018: Sacred Lies
- 2020: Children of the Corn
- 2021: Jupiter's Legacy
- 2023: Mitt stora feta grekiska bröllop 3